# 静岡幹線工事局
静岡幹線工事局（しずおかかんせんこうじきょく）とは、東海道新幹線の建設工事を担当した日本国有鉄道（国鉄）の工事局の一つ。国鉄における工事局とは、工事施工を担当する機関であった。1959年（昭和34年）12月16日に設置され、完工後の1964年（昭和39年）11月30日に廃止された。略称は静幹工。

## 概要
東海道新幹線の建設工事は、1959年（昭和34年）3月31日、30億円の予算が国会で認められ、4月13日に東京・大阪間線路増設工事運輸大臣認可が下り、4月20日に全線の起工式が行われて正式にスタートした。
静岡幹線工事局は、静岡県内区域の新幹線建設工事に当たる組織として、1959年12月に設置された。
担当工事区間は神奈川県小田原市根府川付近（81k600m00）から静岡県浜名郡湖西町新所原付近（261k309m）の延長約179.699kmであったが、うち小田原（81k600m00）から湯河原（84k300m00）までのトンネルは東京幹線工事局（東幹工）に委託したため、実延長は176.409kmであった。これは東京大阪全区間約515kmのおよそ1/3にあたり、一番長い区域を担当する工事局であった。橋梁と隧道の占める割合も多く、橋梁の総延長は40km、隧道の総延長は60kmにも及んだ。
長大橋梁には富士川橋梁、大井川橋梁、天龍川橋梁、江尾橋梁、安倍川橋梁、柳沢橋梁、第3浜名橋梁、長大隧道には、新丹那トンネル、南郷山トンネル、蒲原トンネル等がある。また、新幹線駅では熱海駅、静岡駅、浜松駅が含まれた。用地買収では、戦前の弾丸列車計画の際に買収済みの既買収地約66万平方メートルの返還交渉と新規購入約336万平方メートルの購入交渉を行った。昭和38年度、昭和39年度、他地区の工事が進む中、最後までまとまらず、土地収用法に頼らざるを得なかった箇所が何件かあった。
静岡幹線工事局は、東海道新幹線開業後の1964年11月30日に廃され、翌12月1日からは東京第二工事局静岡出張所となった。

### 局長
- 初代局長：坂本貞夫（1959.12.16～ ）
- 二代局長：杉田安衛（1963.～1964.11.30）

## 管内
- 静岡幹線工事局始点 - 81k600m00
うち小田原から湯河原（84k300m00）までのトンネルは東京幹線工事局に委託[1]

- 鍛冶屋工事区
  - 南郷山トンネル 5170m
  - 新崎川橋梁

- 湯河原工事区
  - 城堀トンネル
  - 千歳川橋梁
  - 泉越トンネル 3193m

- 来宮工事区
  - 熱海トンネル 606m, 332m
  - 熱海駅
  - （新）丹那トンネル 7958m

- 函南工事区
  - 函南トンネル485m
  - 観音松トンネル 1286m

- 三島工事区
この時は三島駅はまだ建設されず、用地のみ確保

- 沼津工事区
  - 柳沢橋梁 511.92m

- 原工事区
  - 江尾橋梁 786.24m

- 吉原工事区

- 富士工事区

- 富士川工事区
  - 富士川橋梁 1373.39m

- 岩渕工事区
  - 蒲原トンネル4934m

- 由比工事区
  - 由比トンネル 3993m

- 興津工事区
  - 興津トンネル 2023m

- 袖師工事区

- 清水工事区

- 岐阜工事局委託

- 静岡工事区
  - 静岡駅

- 安倍川工事区
  - 安倍川橋梁595.40m

- 焼津工事区
  - 日本坂トンネル2173m

- 藤枝工事区

- 大井川工事区
  - 大井川橋梁 989.08m

- 初倉工事区
  - 第1高尾山トンネル 1755m

- 榛原工事区

- 牧の原工事区
  - 牧の原トンネル 2917m

- 菊川工事区

- 掛川工事区

- 袋井工事区

- 磐田工事区

- 天竜川工事区
  - 天竜川橋梁 901.40m

- 浜松工事区
  - 浜松駅

- 可美工事区

- 弁天島工事区
  - 第3浜名橋梁 504.60m

- 湖西工事区

- 静岡幹線工事局終点 - 261k309m00（静岡・愛知県境）

## 工事誌
国鉄は新幹線支社と各工事局が東海道新幹線工事誌を編集発行している。静岡幹線工事局による工事誌の情報は以下の通り：
『東海道新幹線工事誌』
静岡幹線工事局編 出版：東京第二工事局
1965年3月31日 899p 27cm 非売品
- 第1編 総説
- 第2編 用地
- 第3編 工事経過
- 第4編 路盤工事
- 第5編 橋りょう
- 第6編 ずい道
- 第7編 停車場
- 第8編 軌道工事
- 第9編 電化工事
- 第10編 職員名簿

序：坂本貞夫（初代局長）
序：杉田安衛（2代局長）
あとがき：島田隆夫

## 参考図書
- 日本国有鉄道静岡幹線工事局編 『東海道新幹線工事誌』東京第二工事局 1965年3月31日 899p 27cm 非売品
- 角本良平『新幹線開発物語』 (中公文庫) 中央公論新社 1964年初版・2001年改版
- 碇 義朗『超高速に挑む―新幹線開発に賭けた男たち。』文藝春秋 1993年